# العلاقات التوغوية الهندوراسية
العلاقات التوغولية الهندوراسية هي العلاقات الثنائية التي تجمع بين توغو وهندوراس.

## مقارنة بين البلدين
هذه مقارنة عامة ومرجعية للدولتين:
| وجه المقارنة                                              | توغو            | هندوراس          |
| --------------------------------------------------------- | --------------- | ---------------- |
| المساحة (كم2)                                             | 56.78 ألف       | 112.49 ألف       |
| عدد السكان (نسمة)                                         | 7.80 مليون      | 9.27 مليون       |
| الكثافة السكانية (ن./كم²)                                 | 137.37          | 82.41            |
| العاصمة                                                   | لومي            | تيغوسيغالبا      |
| اللغة الرسمية                                             | لغة فرنسية      | اللغة الإسبانية  |
| العملة                                                    | فرنك غرب أفريقي | لمبيرة هندوراسية |
| الناتج المحلي الإجمالي (بليون دولار)                      | 4.81 مليار      | 22.98 مليار      |
| الناتج المحلي الإجمالي (تعادل القوة الشرائية) بليون دولار | 10.67 مليار     | 41.14 مليار      |
| الناتج المحلي الإجمالي الاسمي للفرد دولار أمريكي          | 559             | 2.53 ألف         |
| الناتج المحلي الإجمالي للفرد دولار أمريكي                 | 1.43 ألف        | 4.91 ألف         |
| مؤشر التنمية البشرية                                      | 0.484           | 0.606            |
| رمز المكالمات الدولي                                      | +228            | +504             |
| رمز الإنترنت                                              | .tg             | .hn              |
| المنطقة الزمنية                                           | 00              | 00               |

## منظمات دولية مشتركة
يشترك البلدان في عضوية مجموعة من المنظمات الدولية، منها:
| علم المنظمة | اسم المنظمة                               | تاريخ انضمام توغو | تاريخ انضمام هندوراس |
| ----------- | ----------------------------------------- | ----------------- | -------------------- |
|             | مؤسسة التنمية الدولية                     | 21 أغسطس 1962     | 23 ديسمبر 1960       |
|             | يونسكو                                    | 17 نوفمبر 1960    | 16 ديسمبر 1947       |
|             | وكالة ضمان الاستثمار متعدد الأطراف        | 15 أبريل 1988     | 30 يونيو 1992        |
|             | الأمم المتحدة                             | 20 سبتمبر 1960    | 17 ديسمبر 1945       |
|             | الاتحاد البريدي العالمي                   | ?                 | ?                    |
|             | البنك الدولي للإنشاء والتعمير             | 1 أغسطس 1962      | 27 ديسمبر 1945       |
|             | الاتحاد الدولي للاتصالات                  | 14 سبتمبر 1961    | 27 أكتوبر 1925       |
|             | منظمة حظر الأسلحة الكيميائية              | ?                 | ?                    |
|             | مؤسسة التمويل الدولية                     | 4 سبتمبر 1962     | 20 يوليو 1956        |
|             | المركز الدولي لتسوية المنازعات الاستشارية | 10 سبتمبر 1967    | 16 مارس 1989         |
|             | منظمة التجارة العالمية                    | ?                 | ?                    |
|             | منظمة الشرطة الجنائية الدولية             | ?                 | ?                    |

## وصلات خارجية
- موقع وزارة الخارجية الهندوراسية